# M240 (кулемет)
Кулемет M240 (англ. M240 machine gun) — американський єдиний кулемет, модифікація бельгійського кулемету FN MAG, що перебуває на озброєнні Збройних сил США та в армії Ізраїлю. Після тривалих випробувань кулемет був прийнятий на озброєння Армії та Корпусу морської піхоти США. У серії тестів бельгійський кулемет показав повну перевагу над М60, особливо у надійності і простоті обслуговування.
Автоматика кулемета діє за рахунок відведення порохових газів з поперечного отвору в каналі ствола, а замикання затвора здійснюється його перекосом у вертикальній площині.
Нині М240 використовується як зброя підтримки піхоти на легкій сошці або на важкій тринозі-верстаті, а також встановлюється на автомобілі, вертольоти та бронетехніку.

## Користувачі

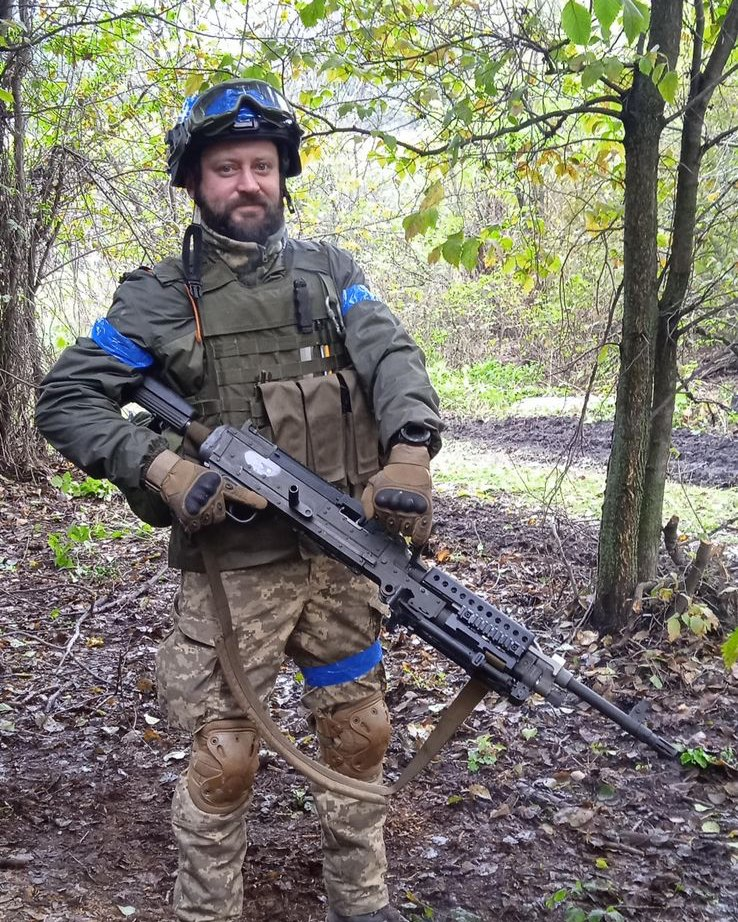
Солдат 112-ї бригади ТРО з кулеметом М240B, жовтень 2022 р.

- США
- Україна — згідно з опублікованими в російських джерелах даними, нібито отриманими «хакерами ДНР», 19 грудня 2021 в Україну з США було поставлено 185 одиниць кулеметів М240В[1]. Поставки М240 (без даних про кількість) та набоїв 7,62×51 у кулеметних стрічках М13, підтвердили деякі українські джерела[2][3]. Крім того, 19 лютого у Львів була доставлена додаткова військова допомога від уряду Канади, зокрема «кулемети з оптичними засобами прицілювання». Хоча моделі зброї не були оголошені, ймовірно мова йде про кулемети С6 — канадську версію М240. Також були поставлені карабіни (імовірно С8 — канадська версія М4) та снайперські гвинтівки (імовірно PGW C14 Timberwolf)[4]. Поставка відбулася у рамках додаткової допомоги на суму 7,8 млн канадських доларів ($6,1 млн), оголошеної прем'ер-міністром Канади Джастіном Трюдо 15 лютого на тлі загрози російського вторгнення в Україну[5].

### Відео
- 240 Bravo Range [Архівовано 30 червня 2014 у Wayback Machine.]
- FIREFIGHT FROM A M240 NEST IN AFGHANISTAN - [Архівовано 25 листопада 2013 у Wayback Machine.]
- M240 Machine Gun Tribute [Архівовано 30 червня 2014 у Wayback Machine.]